# Маразмус
Маразмус  је стање екстремног физичког пропадања узроковано неухрањеношћу или протеинско-енергетска потхрањеност настале као резултат општег недостатка калорија (горива неопходног за одржавање нормалних телесних функција).  Маразмус није само недостатак  угљених хидрата, масти и протеина већ и свих макронутријената. Особе са маразмом су видно исцрпљене, изразито потхрањене и мршаве. Деца могу заостајати у висини, телесној тежини и развоју. Продужено трајање маразмуса доводи до гладовања.

## Етимологија
Термин маразмус потиче од грчке речи μαρασμος (маразмос), потрошња. У медицинском контексту, користи се за описивање стања озбиљног физичког и/или менталног пада узрокованог болешћу или старошћу.
У почетку се термин користио за описивање процеса сушења и скупљања услед пропадања тела током болести. Након тога, дефиниција је проширена како би укључила постепену разградњу читавог организма, и коначно додатно је проширена како би укључила и стање општег пропадања, нестабилности и опадања. 

## Разлика између маразмуса и квашиоркор
Маразмус и квашиоркор су две различите варијације тешке протеинско-енергетске потхрањености. Маразмус је недостатак свих макронутријената, док је квашиоркор недостатак претежно протеина. Квашиоркор се јавља код људи који могу имати приступ угљеним хидратима - хлебу, житарицама или скробу - али им недостају протеини у исхрани. Маразмус има истрошен и смежуран изглед, док је квашиоркор познат по томе што изазива едем (оток) са течношћу, посебно у стомаку и у пределу лица. 

## Етиологија
Маразмус је врста неухрањености узрокована недовољним уносом протеина и енергије. У земљама у развоју преовлађује међу децом због сиромаштва, контаминиране воде, раног одбијања са дојке и инфекција које изазивају акутни гастроентеритис .
Насупрот томе, у развијеним земљама, маразмус се чешће примећује код старијих одраслих особа. Ово се може приписати факторима као што су депресивни поремећаји, потешкоће у храњењу, узимање одређених лекова и болести које утичу на апетит или на други начин ометају апсорпцију и употребу хранљивих материја. Удружена стања укључују рак , дегенеративне или инфламаторне повреде мозга, срчану инсуфицијенцију и отказивање панкреаса и бубрега.

## Патофизиологија
Када се суочи са маразмусом, почетни метаболички одговор тела је да смањи брзину метаболизма и разгради масно ткиво за енергију. Међутим, када се масно ткиво исцрпи, тело такође прибегава протеинима, што доводи до негативног баланса азота. Овај процес такође доводи до деградације висцералних органа и мишића тела, што доводи до смањења укупне тежине. Међу овим органима највећи губитак тежине доживљавају јетра и црева, затим срце и бубрези, а најмање нервни систем. 

## Клиничка слика
Симптоми уочени у клиничкој презентацији маразма слични су симптомима квашиоркора . Слабљење организма је праћено смањењем брзине дисања и виталног капацитета . Телесна температура такође може пасти, што у неким случајевима доводи до фаталних исхода. Поред тога, погоршање тела може изазвати едем , анемију , жутицу и петехије . Како ово стање напредује, такође може доћи до отказивања јетре, бубрега или срца.
Ослабљен имунитет посредован ћелијама чини тело рањивијим на инфекције, које изазивају ослобађање цитокина ; ове последње не само да погоршавају атрофију мишића и погоршавају анорексију , већ такође узрокују значајно смањење серумског албумина . 
Иако су и маразмус и квашиоркор тешки облици потхрањености, први се карактерише укупним смањењем укупног броја унесених калорија, док се други карактерише смањењем уноса протеина. Презентација је прилично слична, осим поткожног едема, који нема код маразма, због чега пацијенти с квашиоркором изгледају добро ухрањени због натечених стомака.
Тешки случајеви код деце су показали промене у мијелинским овојницама у нервним биопсијама . Експериментални модели указују на кашњење у пролиферацији неуронских и глијалних ћелија у мозгу. Међутим, степен оштећења мозга код људи и даље је тешко проценити јер је подложан варијаблама средине и могућем преклапању других патологија. 

## Дијагноза
У већини случајева, лекари могу да дијагностикују неухрањеност тако што ће обавити физички преглед и питати о навикама у исхрани и флуктуацијама тежине. С друге стране, откривање тешке и упорне потхрањености обично се утврђује проценом здравственог стања и физичког изгледа особе.
Стандардизовани упитници се могу користити за истраживање релевантних информација о могућности куповине и припреме хране, присуству других болести, употреби дрога, емоционалном стању и когнитивном функционисању. Одговори на ова питања могу помоћи у потврђивању дијагнозе, посебно када потхрањеност није одмах очигледна и може прецизно утврдити основни узрок. За децу је препознавање узрока неухрањености посебно кључно.
Током физичке процене, лекари спроводе неколико процедура, укључујући мерење висине и тежине пацијента, израчунавање индекса телесне масе, апроксимацију количине масног и мишићног ткива у надлактици мерењем обима екстремитета и дебљине кожног набора који се налази на задњој страни леве руке, испитивање промена на кожи и длакама и идентификацију било каквих знакова коже и длака у пределу абдомена.

## Трапија
Лечење маразма подразумева спровођење регулисане дијете. Ток акције је да се обезбеде додатни макронутријенти орално или путем алтернативних метода као што су сонда за храњење, назогастрична сонда или гастростомичка сонда у случајевима када је гутање проблематично. Парентерална исхрана је неопходна када је малапсорпција тешка.
Како особа поново добија на тежини, одређени поремећаји могу постати очигледнији, а различити третмани могу бити од помоћи у исправљању ових специфичних дефицита. Да би спречили појаву ових недостатака, појединци треба да наставе да конзумирају микронутријенте у приближно двоструком износу од препорученог дневног уноса док се потпуно не опораве. 

### Терапија код деце
Код деце са дијарејом, можда ће бити потребно одложити храњење на период од 24 до 48 сати како би се спречило погоршање стања. Током овог периода, важно је обезбедити оралну или интравенску рехидрацију како би се осигурало да дете остане хидрирано. Храњење тада треба наставити често, 6 до 12 пута дневно, али у мањим количинама, мање од 100 мл, јер се смањује капацитет црева за апсорпцију.
Током прве недеље, формуле на бази млека се обично дају уз додатак суплемената и у постепеном повећању количина. После недељу дана деца могу да приме пуну дозу од 175 кцал/кг (са 4 г протеина по кг). Да би се обезбедио адекватан унос микронутријената, препоручује се давање двоструке препоручене дневне количине коришћењем комерцијалних мултивитаминских додатака. После четири недеље, формуле се могу заменити пуномасним млеком заједно са уљем јетре бакалара и чврстом храном као што су јаја, воће и месо.
Да би се одржала добро избалансирана исхрана, препоручује се да однос макронутријената буде приближно 16% протеина, 50% масти и 34% угљених хидрата. Таква комбинација се, на пример, може добити са обраним крављим млеком у праху (110 г), сахарозом (100 г), биљним уљем (70 г) у 900 мл воде. Међутим, може се користити неколико других формулација, као што је свеже пуномасно млеко (са високим садржајем масти) у комбинацији са кукурузним уљем и малтодекстрином . 

### Терапија код одраслих
СИДА или рак могу довести до прекомерне производње цитокина ; У овим случајевима, мегестрол ацетат или медроксипрогестерон ацетат могу помоћи у повећању уноса хране. Ови лекови могу довести до значајног смањења нивоа тестостерона код мушких пацијената, што на крају може изазвати губитак мишића: сходно томе, тестостерон се такође мора примењивати. Пошто ови лекови могу да изазову инсуфицијенцију надбубрежне жлезде , треба их користити само кратко, не дуже од три месеца.
Када је корен маразма нејасан или када негативно утиче на квалитет живота терминално болесног пацијента, може се прописати орексигени лек , као што је дронабинол добијен од канабиса . Пацијенти са кахексијом услед бубрежне инсуфицијенције или старији пацијенти могу да примете побољшање чисте телесне масе или функције узимањем анаболичког стероидног хормона (као што је тестостерон енантат или нандролон) или хормона раста.
Када је у питању исправљање маразма код одраслих, процес је упоредив са оним код деце. Типично, храњење је ограничено на мале порције, али за већину одраслих особа, одлагање храњења није препоручљиво. За орално храњење можете користити лако доступну комерцијалну формулу. Што се тиче суплемената, препоручује се давање 60 кцал/кг заједно са 1,2-2 г протеина/кг.
Ако се орални течни суплементи користе уз чврсту храну, треба их узимати најмање 1 сат пре оброка како се не би смањила количина хране која се конзумира током оброка. 

## Компликације
Лечење маразма може довести до компликација, као што је синдром поновног храњења , који може изазвати преоптерећење течношћу, недостатке електролита , хипергликемију , срчане аритмије и дијареју. Дијареја која се јавља је обично блага и пролази без проблема. Међутим, код пацијената са тешком протеинско-енергетском потхрањеношћу, дијареја понекад може довести до тешке дехидрације или чак смртности. Дијареју може изазвати сорбитол који се користи у еликсирима за ентерално храњење или напад клостридиоида након примене антибиотика . Осмотска дијареја, која је последица вишка калорија, ретка је код одраслих и треба је сматрати потенцијалним узроком само ако су искључене друге могућности.
Маразмус представља претњу за правилно функционисање срца и бубрега јер прекомерна хидратација изазвана лечењем може довести до преоптерећења интраваскуларног волумена .
Лечење маразма подразумева смањење количине екстрацелуларног калијума и магнезијума . Када се ови минерали исцрпе, могу се појавити проблеми са срчаним ритмом, познати као аритмије. Метаболички процес који се дешава током лечења ослобађа инсулин , који помаже у регулисању количине фосфата у ћелијама.
Ако нивои фосфата падну пренизак, могу се развити симптоми као што су слабост мишића, парестезија , напади , кома и аритмије. Током парентералне исхране , нивои фосфата се могу брзо променити и стога је важно да их често мерите. Током лечења, инсулин који ваше тело производи може постати мање ефикасан, што доводи до високог нивоа шећера у крви. Ово може изазвати дехидрацију и хиперосмоларност . У неким случајевима, продужени КТ интервал може довести до развоја фаталних вентрикуларних аритмија . 

## Прогноза
Стопа морталитета деце са маразмом креће се од 30 до 60%. Знаци упозорења озбиљног стања укључују промену свести, жутицу, петехије, хипонатремију и упорну дијареју. Напротив, нестанак симптома као што су апатија , едем и анорексија су позитивне индикације. Пацијенти са квашиоркором имају тенденцију да се опораве брже од оних са маразмом. Обим трајних последица маразма на децу још није у потпуности схваћен.
Нека деца могу доживети хроничну малапсорпцију и инсуфицијенцију панкреаса. У неким случајевима, мала деца могу развити мању интелектуалну ометеност која може трајати све док не достигну школско доба. У зависности од фактора као што су трајање, тежина и старост у којој је маразмус почео, постоји и могућност трајног когнитивног оштећења. 

## Превенција
Успостављање здравих животних навика пре него што се појаве видљиви знаци старења може помоћи да се избегне потхрањеност. У неке од ових навика спадају:
- Успостављање доследне рутине тренинга снаге је од суштинског значаја. Иако вежбање може да успори или чак преокрене пад мишићне масе, ефикасније је почети да гради мишиће што је раније могуће него да покушавате да вратите изгубљене мишиће касније.
- Да бисте задовољили своје дневне потребе за протеинима , важно је да конзумирате адекватну количину сваког дана. Препоручује се да распоредите унос протеина кроз оброке, а не да их конзумирате одједном како бисте осигурали да испуните своје дневне потребе.
- Важно је да редовно водите евиденцију о саставу вашег тела . Како старите, постаје императив да учините свесни напор да смањите губитак мишића и акумулацију телесне масти.

## Социоекономски чиниоци
Они који су у сиромаштву имају већу вероватноћу да развију маразмус и друге недостатке у исхрани.  Због потхрањености у детињству, особе које су преживеле маразмус често имају лошије социо-економске изгледе због когнитивног компромиса у годинама развоја. Пошто је адекватна исхрана од виталног значаја за телесни развој, они са маразмусом су под утицајем оштећеног неуроразвоја. Ово резултује губитком образовања у раним школским годинама, што доводи до ограничених могућности високог образовања и занимања. Побољшање образовања о исхрани и приступу исхрани, као и елиминисање сиромаштва су превентивни начини за смањење ризика од развоја ових недостатака.